# Wolterton Hall
Wolterton Hall, est une grande maison de campagne située dans la paroisse ecclésiastique de Wickmere avec Wolterton et la paroisse civile de Wickmere dans le comté de Norfolk, en Angleterre. La maison actuelle est commandée par le 1er baron Walpole de Wolterton et achevée en 1742. Elle est conçue par l'architecte Thomas Ripley (architecte) (en) qui est un protégé de Lord Walpole et de son frère Robert Walpole.

## Étymologie
Le nom Wolterton (Ultretune) est issu de la langue anglo-saxonne et a la signification de l'enceinte (tun ou tonne) de Wulfthryth (une femme) ou d'une ferme.

## Histoire
La maison et le domaine actuels étaient autrefois occupés par un premier manoir, propriété d'Henry Spelman et le village de Wolterton qui a été abandonné, ne laissant que les restes du clocher de l'église paroissiale qui se dresse à une courte distance au nord de la maison actuelle. Les preuves présentées sur une carte réalisée en 1733 montrent que la colonie déserte de Wolterton se trouvait un peu au nord de l'église et se composait de plusieurs maisons. Le village de Wolterton est mentionné dans le Domesday Book où il est répertorié sous les noms Ultertuna et Wivetuna. L'enquête montre que le principal propriétaire foncier de Wolterton est le noble normand Guillaume de Warenne.

### Horatio Walpole
Horatio Walpole, 1er baron Walpole de Wolterton, acquiert le manoir et le domaine de Wolterton en 1722 qu'il décide de rénover. Walpole est le frère cadet de Robert Walpole, 1er comte d'Orford, homme d'État britannique généralement considéré comme le premier Premier ministre de Grande-Bretagne. Horatio est un homme politique et diplomate, comme son frère, et il a séjourné à La Haye et a également été ambassadeur de France à Paris entre 1724 et 1730. Les projets d'Horatio concernant le domaine sont compromis en 1724 lorsqu'un incendie ravage la maison, détruisant la structure. L'architecte Thomas Ripley est engagé pour conseiller Walpole sur la reconstruction requise.

### Construction
La responsabilité de la conception et de la construction de la nouvelle maison est confiée à Thomas Ripley. Il a déjà été engagé par le frère d'Horatio, Robert pour réaménager la Grande Maison de Houghton Hall. Son projet concerne une maison de campagne néoclassique avec un plan rectangulaire sur trois étages. Le rez-de-chaussée est recouvert de pierre de Portland et les étages supérieurs sont recouverts de briques rouge pâle produites localement. Des fenêtres à guillotine sont installées entourées d'architraves en pierre à oreilles et à épaulements. Les têtes de fenêtres sont constituées de frontons en pierre unie avec corniche. L'entrée principale se trouve sur l'élévation nord de la maison, flanquée de chaque côté de colonnes toscanes et surmontée d'une corniche et d'un fronton en pierre unie et on y accédait au moyen d'un escalier extérieur (supprimé au XIXe siècle). Cette entrée est aujourd'hui une fenêtre à la suite de modifications apportées au XIXe siècle. Le toit est construit en ardoise galloise.

### Modifications et ajouts

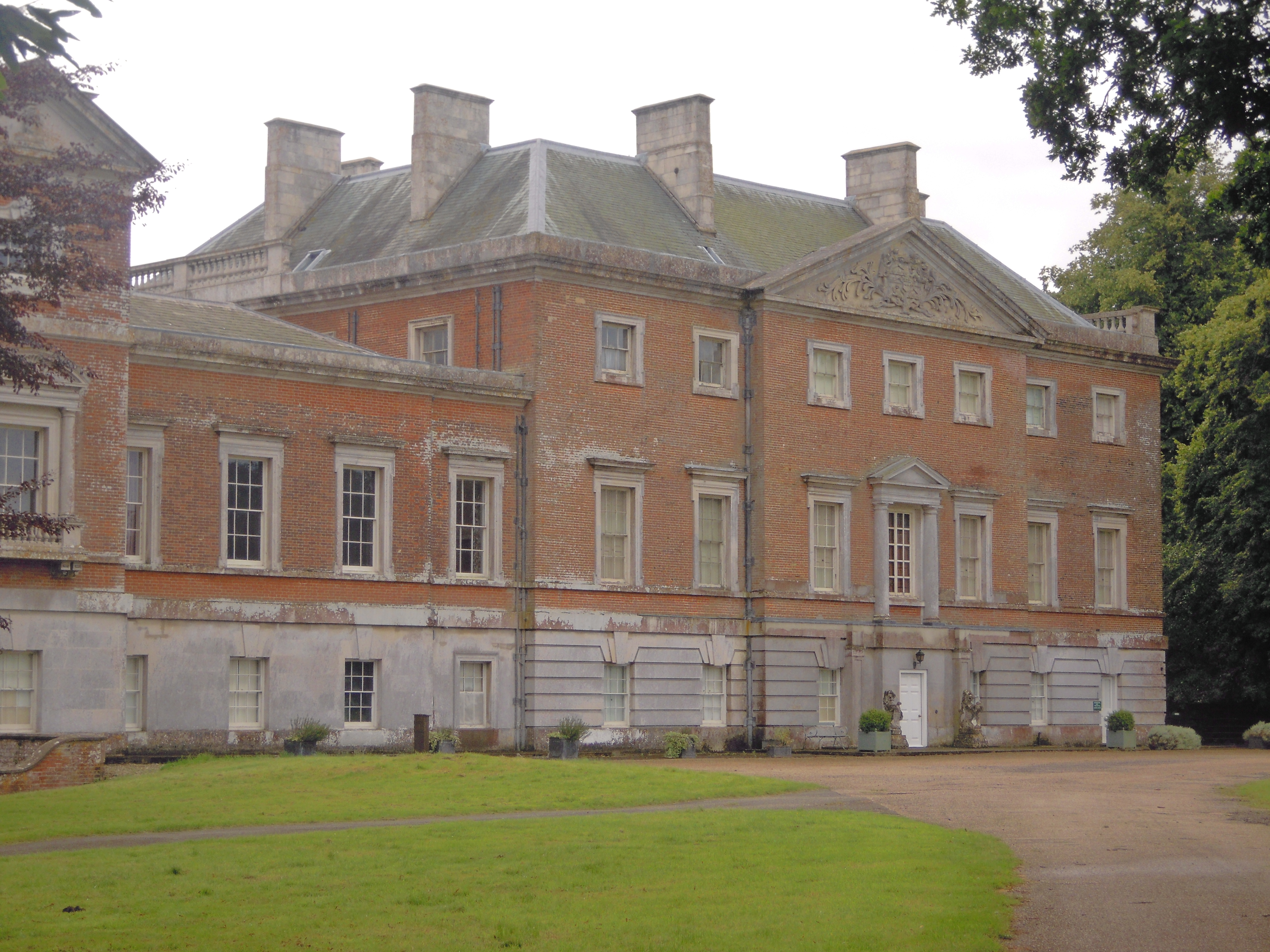
Wolterton Hall

Horatio Walpole, 3e comte d'Orford, arrière-petit-fils d'Horatio Walpole, hérite de la maison et y entreprend de nombreuses modifications. En 1828, Horatio charge l'architecte George Repton qui est le quatrième fils d'Humphry Repton, le paysagiste, de construire une nouvelle aile palladienne sur l'élévation est de la maison. Il s'agit d'un lien de quatre baies de deux étages vers une cinquième baie de trois étages créant un pavillon palladien à fronton. Il ajoute également l'arcade en pierre de Portland à l'élévation sud, qui se compose de sept arcs semi-circulaires avec un balcon-terrasse à balustrade au-dessus. À chaque extrémité de l'arcade, il construit un escalier ouvert qui mène de la terrasse aux jardins en contrebas.

### L'intérieur
L'aménagement intérieur de la maison comprend une salle en marbre qui est officiellement le hall d'entrée avant les modifications apportées par Repton à l'entrée en 1828. La pièce possède quatre portes en noyer qui sont un cadeau de la reine Caroline, épouse de George II. La pièce contient également une cheminée avec un trumeau de marbre blanc et d'agate colorée de Richard Fisher de Ripon. La pièce présente un plafond en stuc à motif classique. La maison dispose d'une cage d'escalier centrale en forme de dôme pleine hauteur avec un escalier en porte-à-faux en pierre avec une balustrade en fer forgé en forme de lyre surmontée d'une main courante en acajou à bandes. Le bureau d'Horace Walpole est décoré et conçu par le peintre italien Jacopo Amigoni dans le style baroque tardif/ rococo. D'autres pièces de la maison sont également agrémentées de cheminées de Fisher (huit au total) et de nombreux portraits de famille sont accrochés aux murs.

### Parcs et jardins

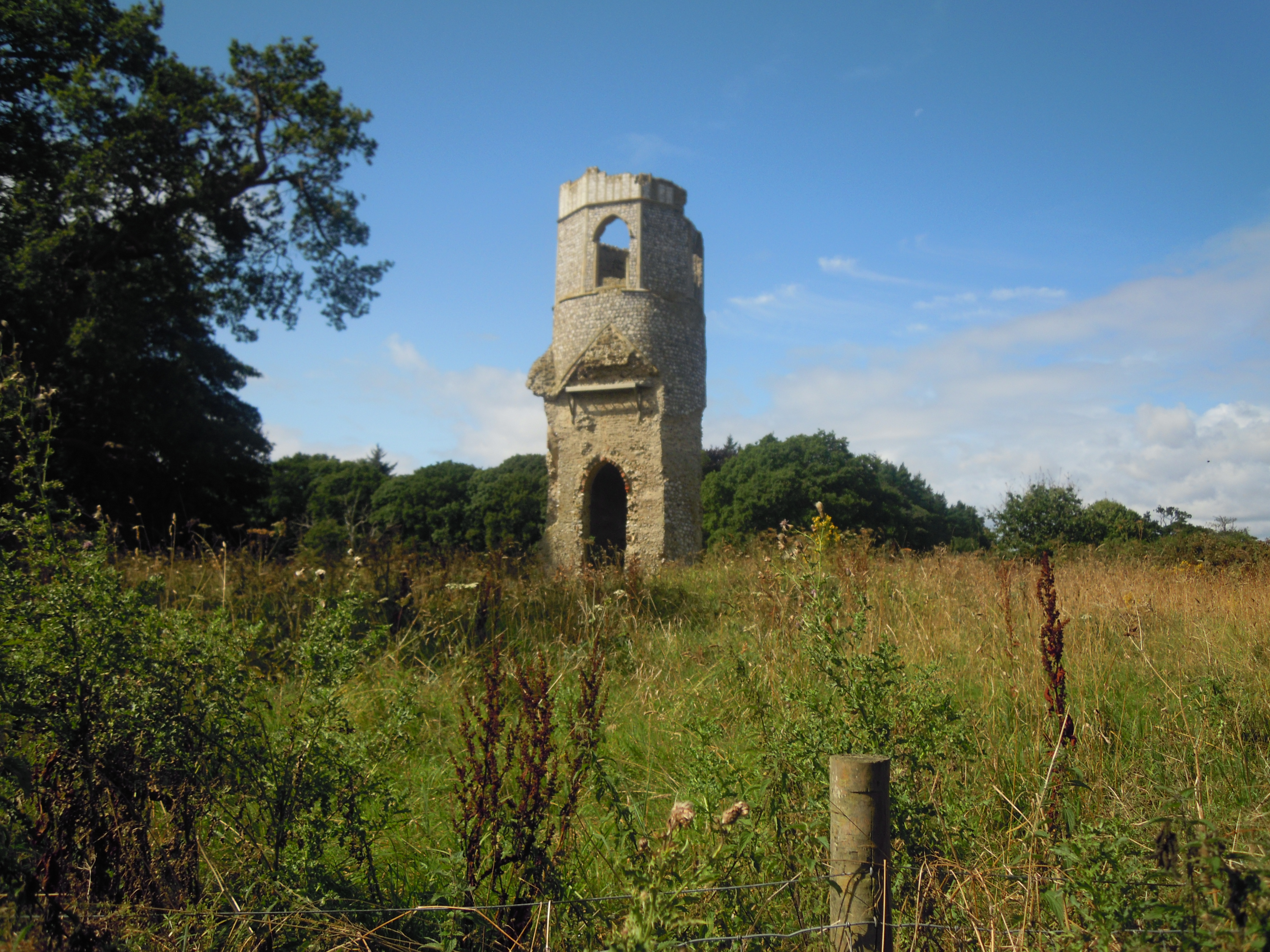
Ruines de l'église Sainte-Marguerite

La maison est entourée d'un parc et de jardins conçus et construits par le concepteur de jardins Charles Bridgeman. Sa conception comprenait également la création d'un lac, à partir d'un plan d'eau antérieur, en 1725 au sud de la maison. Le lac est amélioré dans les années 1830 avec l'ajout d'une île plantée de cèdres.
L'ancienne église paroissiale médiévale de Sainte-Marguerite est aujourd'hui en ruine, seule la tour ronde étant encore debout. Fabriqué en silex taillé avec des revêtements en brique et en pierre, il s'agit d'un bâtiment classé Grade II* et d'un monument ancien classé.

## Histoire récente
Les Walpole résident à Wolterton jusqu'à la mort d'Horatio Walpole, 3e comte d'Orford, en 1858. Le 4e comte, également appelé Horatio, va vivre à proximité de Mannington Hall, et Wolterton  reste vide jusqu'aux années 1900. En 1905, les travaux de restauration commencent à l'instigation de Robert Walpole, 5e comte d'Orford, neveu du 4e comte. Il revient à Wolterton depuis Mannington et y reste jusqu'à sa mort en 1931.
N'ayant pas d'héritier, le 5e comte laisse la maison et le domaine à un membre de la lignée cadette de la famille Walpole, Robert Henry Walpole, qui devient à la fois le 7e baron Walpole de Wolterton et le 9e baron Walpole de Walpole ; il descend de Thomas Walpole, le deuxième fils du 1er baron Walpole de Wolterton. Il ouvre la maison aux visites du grand public en 1950.
En 1952, un incendie se déclare dans l'une des chambres du deuxième étage, détruisant tout l'étage et provoquant de graves dégâts des eaux dans la pièce du dessous après que les pompiers aient réussi à éteindre l'incendie. Les pompiers, les ouvriers du domaine, les voisins et un groupe de garçons de l'école préparatoire Old Buckenham Hall ont tous travaillé ensemble pour sauver une grande partie du contenu de la maison.
Lord Walpole commence la restauration de la maison peu après l'incendie et après trois ans, la maison était de nouveau ouverte au public.
En 1989, la maison et le domaine passent à son fils Robert Walpole (10e baron Walpole) qui a élu domicile à proximité de Mannington Hall. Il vend plusieurs centaines d'acres de terrain en 1999 et met la maison et 500 acres de terrain sur le marché en 2015.
La maison et le parc sont achetés par les designers Peter Sheppard et Keith Day en avril 2016.

## Galerie
|                |
| Wolterton Hall |

|         |
| écuries |

|          |
| porterie |